# Matylda ze Žleb
Matylda ze Žleb († mezi 6. červnem a 7. prosincem 1327) byla česká šlechtična, manželka předního českého šlechtice Jindřicha z Lichtenburka a poručnice svého nezletilého vnuka Hynka Žlebského z Lichtenburka.

## Život

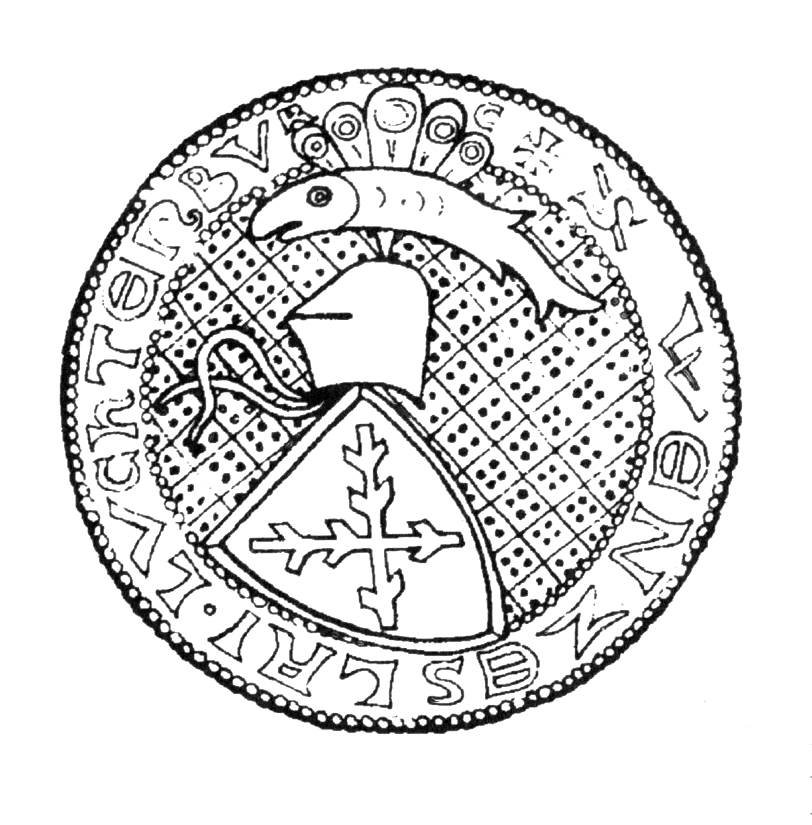
Pečeť Matyldina syna Václava Žlebského z Lichtenburka

Matyldin původ je neznámý. Stala se druhou manželkou předního českého šlechtice Jindřicha z Lichtenburka, kterému porodila syny Smila III. z Lichtenburka, Václava Žlebského z Lichtenburka a Čeňka Žlebského z Ronovce. Byla výrazně mladší než její muž a přežila ho o 31 let. V pramenech se Matylda poprvé objevila až 18 let po smrti svého manžela roku 1314, poté co zemřeli všichni tři její synové. Potomky z nich zanechal pouze Václav, a to syna Hynka. Protože Hynek v době otcovy smrti ještě nebyl zletilý, správy rodových statků se ujala jeho babička Matylda. Mezi tyto statky patřila území v Dolním Poohří s hradem Klapým (dnešní Hazmburk) a majetky na Havlíčkobrodsku s hrady Žleby a Ronovcem. Matylda se vyznamenala jako velmi energická žena, o čemž svědčí její táhlý spor s pohledským klášterem o patronátní právo v Puchperku. Svému vnukovi po dobu jeho dětství zároveň dokázala udržet celé dědictví v původním rozsahu. Pro pečetění Matylda používala pečetidlo svého zesnulého syna Václava. Zemřela v roce 1327.